# Jean Georges Pick
Pour les articles homonymes, voir Pick.
Jean Georges Pick est un orfèvre actif à Strasbourg au XVIIIe siècle.

## Biographie

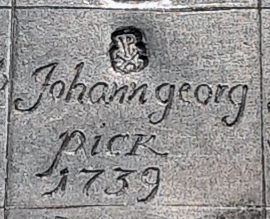
Poinçon et date sur la table d'insculpation des orfèvres strasbourgeois.

Comme les Imlin ou les Kirstein, la famille Pick constitue une véritable dynastie qui compte des orfèvres sur cinq générations. Elle est également de confession luthérienne à l'origine. Cependant Jean Georges Pick appartenait à la paroisse catholique de Saint-Pierre-le-Jeune de Strasbourg où il est mentionné entre 1739 et 1785.
Jean-Georges Pick est né le 6 août 1714 et mort le 14 pluviôse de l'an III (2 février 1795). Son frère, Jean Eberhard Pick, né vers 1717, mort le 17 mai 1785, est également orfèvre.
Reçu maître orfèvre en 1739, Jean Georges est maître de la corporation en 1759, 1777-1778, 1785.

## Œuvre
Les objets liturgiques de Jean Georges Pick sont très présents dans les sacristies de l'Est de la France. Un thèse de 2016 ne recense pas moins de 84 occurrences sur la base Palissy, alors que toutes les pièces ne sont pas repérées.
Des ostensoirs sont conservés à l’église paroissiale de Baden-Baden et à celle de Saint-Nicolas de Haguenau. La collégiale Saint-Martin de Colmar détient un encensoir d'une opulente richesse. Pick était probablement le fournisseur d'objets de culte pour la Collégiale, avec son confrère colmarien, Adam Schrick. On trouve également des calices à l'église Saint-Nicolas de Haguenau, à la basilique Notre-Dame des Tables à Montpellier et à l'église Sainte-Madeleine de Strasbourg. La basilique de Montpellier possède en outre des burettes et un plateau.
Le musée des arts décoratifs de Strasbourg conserve un gobelet ovale de 1761 , un calice en argent doré de 1763 , une chocolatière en argent, bois et ivoire de 1773 — si ce modèle de chocolatière était particulièrement apprécié à Strasbourg, celle de Jean Georges Pick se distingue par l'importance de sa taille (27,5 cm de hauteur) —, ainsi qu'une cuiller à entremets de 1775.

Musée des Arts décoratifs de Strasbourg.
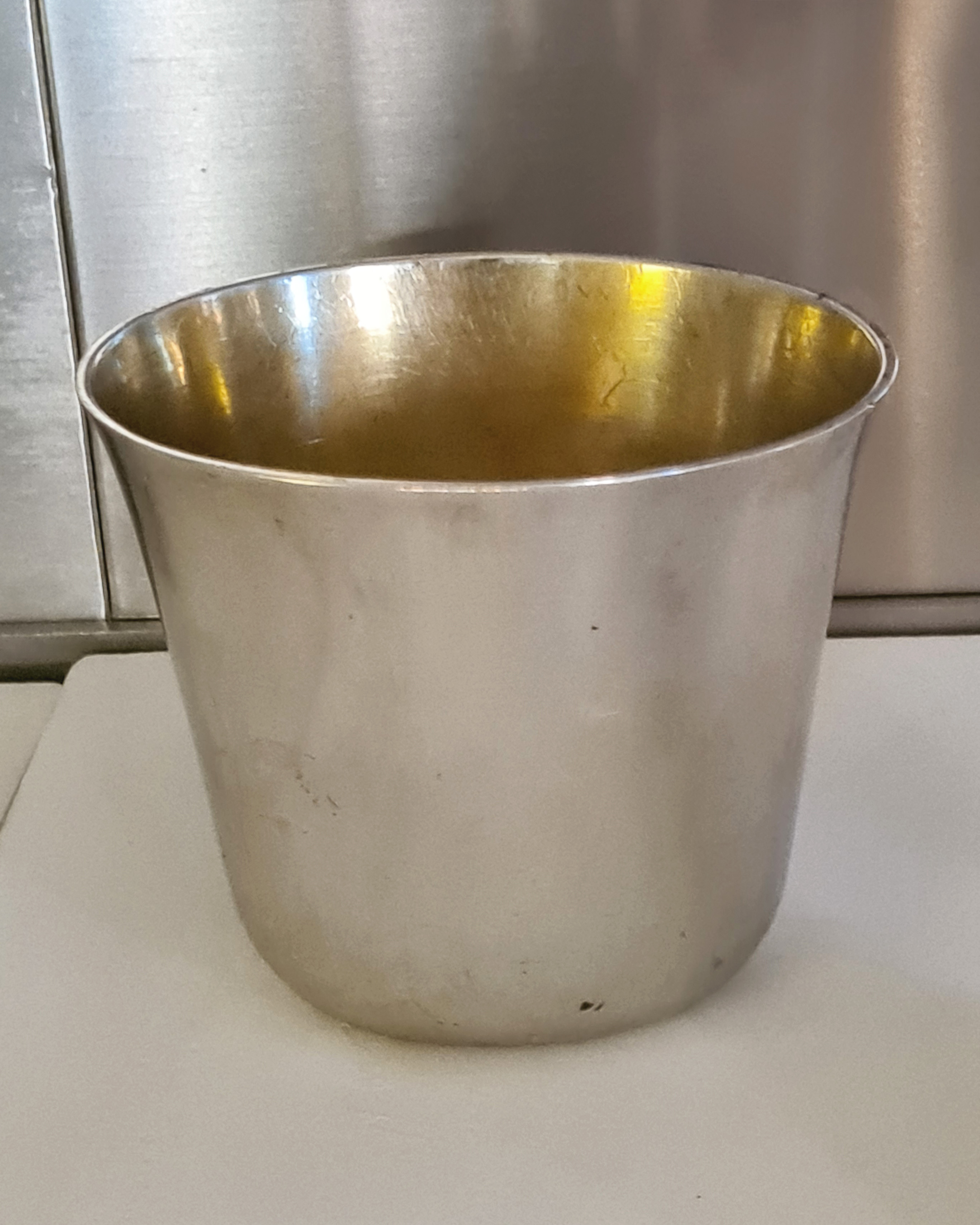
Gobelet ovale (1761).
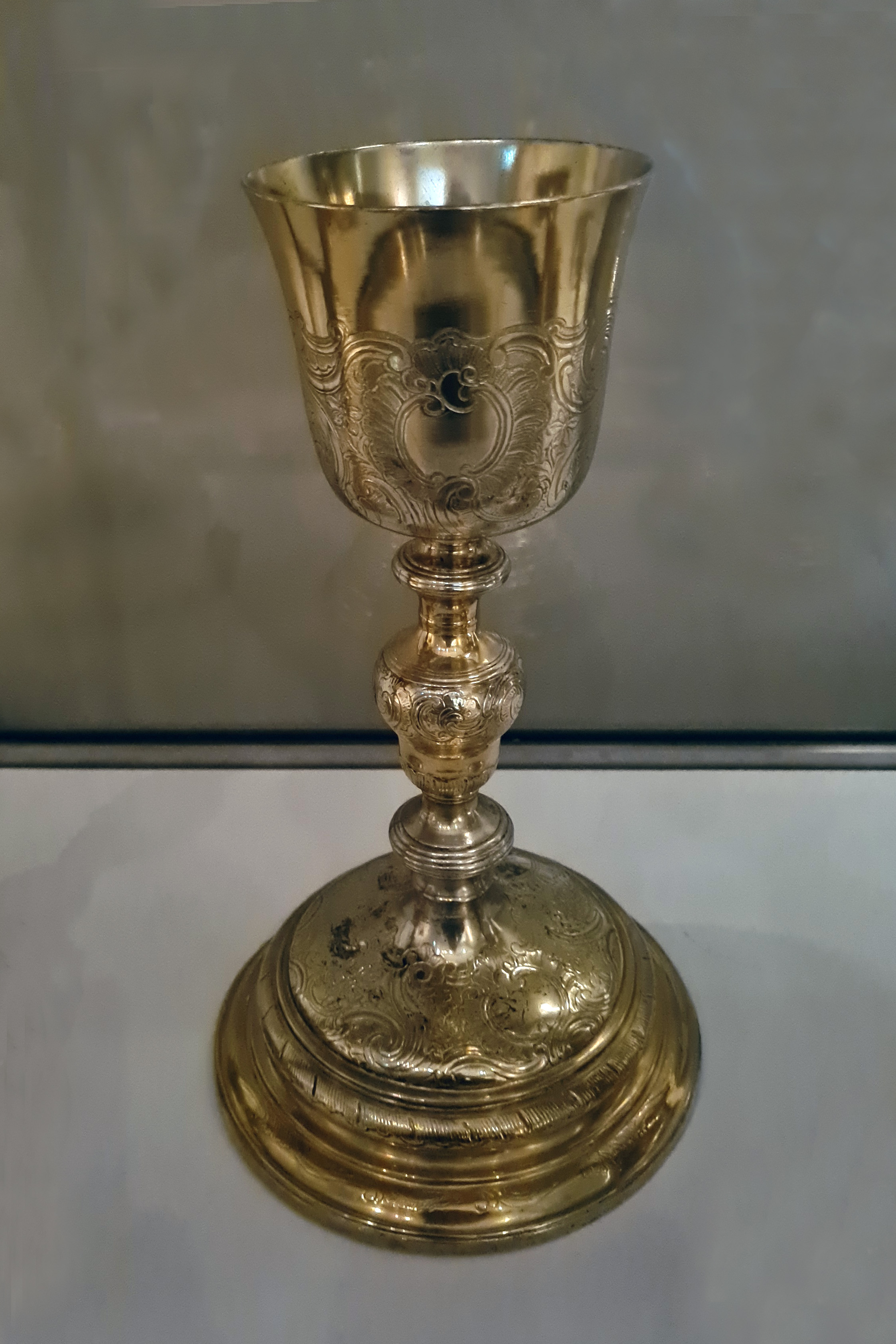
Calice en argent doré (1763).
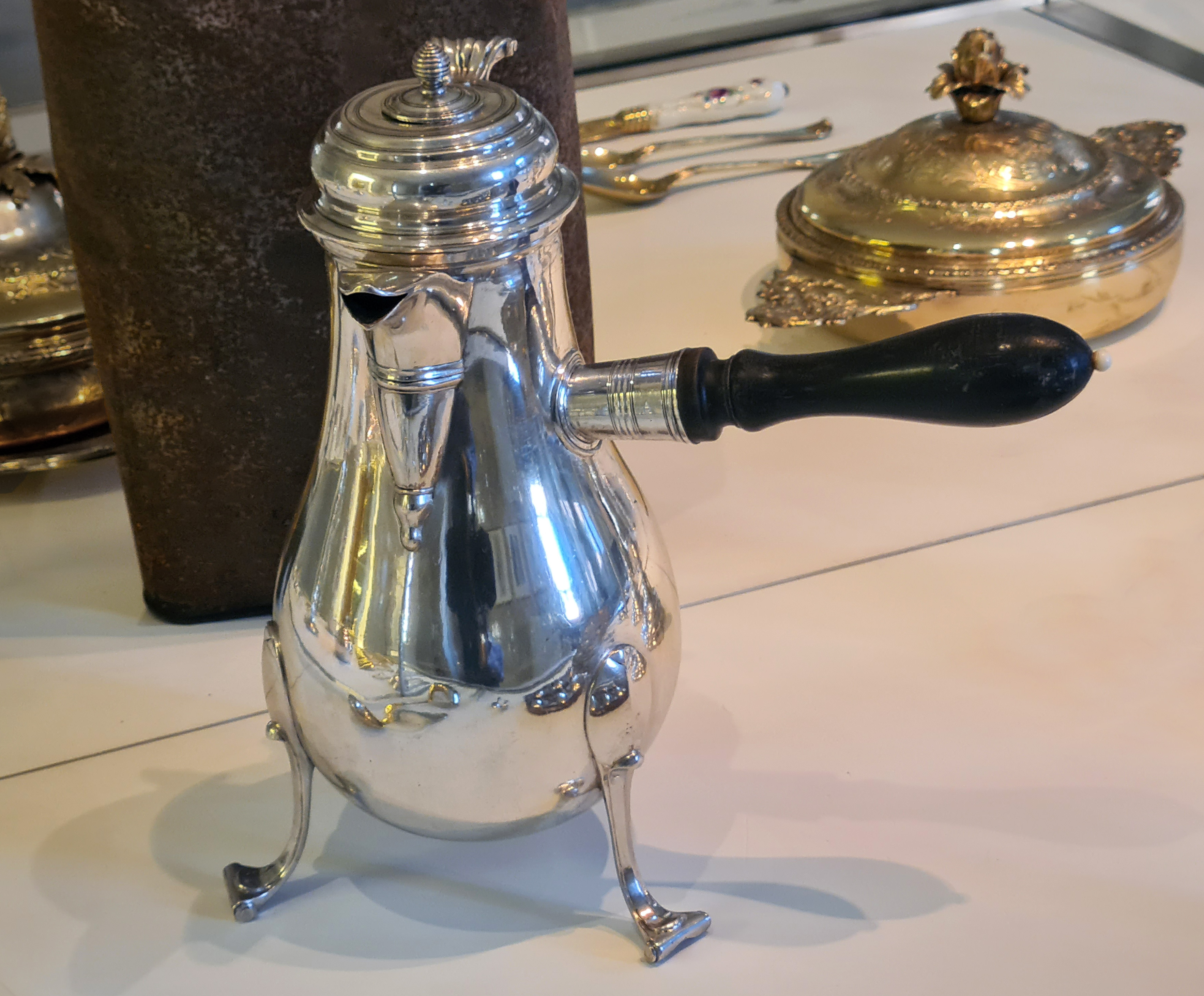
Chocolatière (1773).
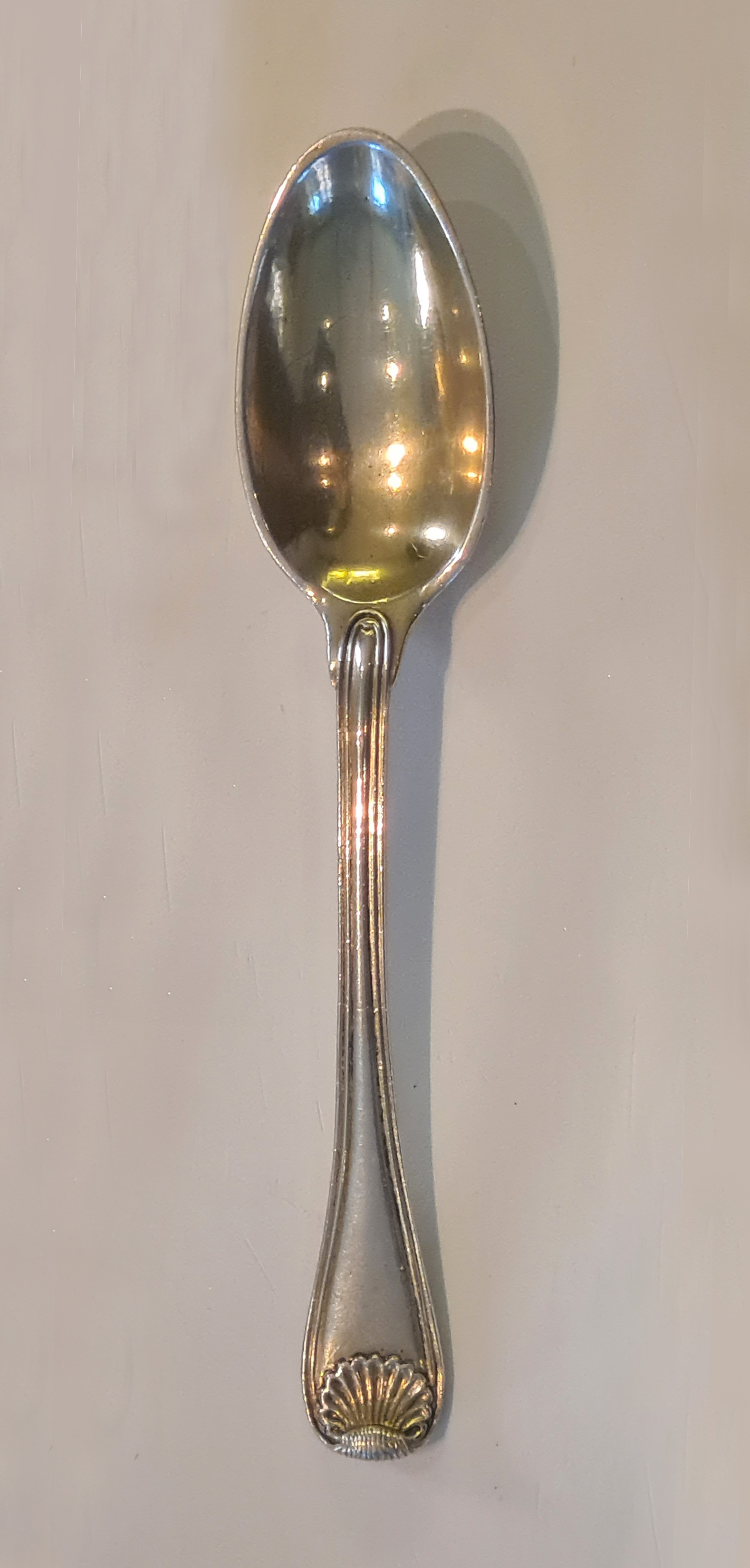
Cuiller à entremets (1775).

On connaît de lui également un ensemble de douze couteaux de 1757 aux armes d'Anne-Charlotte du Tot de Varneville (1700-1788), veuve d'Henry Bretel de Lanquetot (1665-1727), en Normandie. Six d'entre eux sont à lame sabre en argent doré, les six autres en acier.

## Postérité
Une rue de Strasbourg, dans le quartier du Neuhof, porte son nom.